# 石生鸡脚参
石生鸡脚参（学名：Orthosiphon marmoritis）也称当芽、蛇头花、山薄荷，为唇形科鸡脚参属下的一个种。模式标本采自广东肇庆七星岩。